# Соткаярви
Соткаярви — озеро на территории сельского поселения Алакуртти Кандалакшского района Мурманской области.

## Общие сведения
Площадь озера — 1,6 км², площадь водосборного бассейна — 331 км². Располагается на высоте 229,6 метров над уровнем моря.
Форма озера лопастная, продолговатая: вытянуто с северо-востока на юго-запад. Берега каменисто-песчаные, преимущественно возвышенные.
Через озеро протекает река Тенниёйоки, которая, протекая через озёра Тенниёярви (выше по течению) и Аутиоярви (ниже по течению, с притоком из озера Ениярви), пересекает госграницу и далее течёт по территории Финляндии, в итоге попадая в Ботнический залив.
С северо-западной стороны водоёма расположен один безымянный остров.
С юго-западной стороны озера проходит просёлочная дорога.
Озеро расположено в 7 км от Российско-финляндской границы.
Код объекта в государственном водном реестре — 02020020011102000009389.